# Иль-Дорваль
Иль-Дорваль (фр. L'Île-Dorval) — остров и город на юго-западе Квебека. Остров входит в архипелаг Ошлага на озере Санта-Луи. Расположен рядом с островом Монреаль, во время сезонных отливов остров соединяется с ним. Рядом находится город Дорваль.
По данным переписи 2011 года на острове проживают 5 человек, остров — самый маленький муниципалитет Канады по площади и по численности населения. В 2001 году, согласно переписи, население составляло 0 человек (по данным Статистической службы Канады). Однако в 2004 году было зарегистрировано 50 избирателей: здесь могли голосовать не только постоянные жители, но и те, кто владеют недвижимостью.
1 января 2002 года остров в результате реорганизации присоединили к Монреалю. Он стал частью муниципалитета Дорваль-Иль-Дорваль. Однако затем правительство сменилось, а 20 июня 2004 года прошёл референдум, в ходе которого было принято решение расформировать муниципалитет Дорваль-Иль-Дорваль. 1 января 2006 года Монреаль и Иль-Дорваль вновь стали отдельными территориями.